# Kitangiri
Kitangiri è una circoscrizione urbana (urban ward) della Tanzania situata nel distretto di Ilemela, regione di Mwanza. Conta una popolazione di 20 802 abitanti (censimento 2012).